# アンドレア・アニェッリ
アンドレア・アニェッリ（イタリア語: Andrea Agnelli、1975年12月6日 - ）は、アニェッリ家の著名なメンバーの一人であるトリノ出身のイタリアの実業家。2010年以来、2022年までアニェッリ家が所有するユヴェントスFCの会長を務めた。

## 生い立ち
アンドレアはユヴェントスFCの会長で上院議員だったウンベルト・アニェッリと貴族の娘アレグラ・カラッチョロの間に生まれた。父ウンベルトは1970年から1976年にかけてアニェッリ家が所有するフィアットの最高経営責任者を務めていた。
兄ジョヴァン二・アルベルト・アニェッリが1997年に33歳で死去したため、アンドレアは息子ジャコモ・ダイ・アニェッリが誕生するまでアニェッリ家で最後のアニェッリ姓を持つ男子メンバーとなった。現在も同家でアニェッリ姓を持つ男子は二人だけである。

### Kリーグとの親善試合におけるロナウド訴訟騒ぎ
2019年7月26日、ユベントスとKリーグとの親善試合においてクリスティアーノ・ロナウドが契約に反して出場しなかったと韓国側が主張し、観客などを巻き込んだ訴訟騒ぎにまで発展した。契約内容は機密事項であり本来明かすこと自体ビジネスマナーに違反していることもあり、Kリーグ側の抗議文書に対してアニェッリが反論書簡を送った。

### ヨーロッパ・スーパーリーグ構想
2021年4月に表明された「ヨーロッパ・スーパーリーグ」構想の首謀者の一人とされ、スーパーリーグの副会長就任が決まっていた。UEFA会長のアレクサンデル・チェフェリンから「こんなに何度も嘘を言う人間は見たことが無い」と名指しで批判された。